# Az Invalidusok házának kormányzói

Az Invalidusok dómjának kriptájában több kormányzó is nyugszik

Ez a lista az Invalidusok házának kormányzóit (franciául: Gouverneur des Invalides) tartalmazza.

## Kormányzói kinevezés

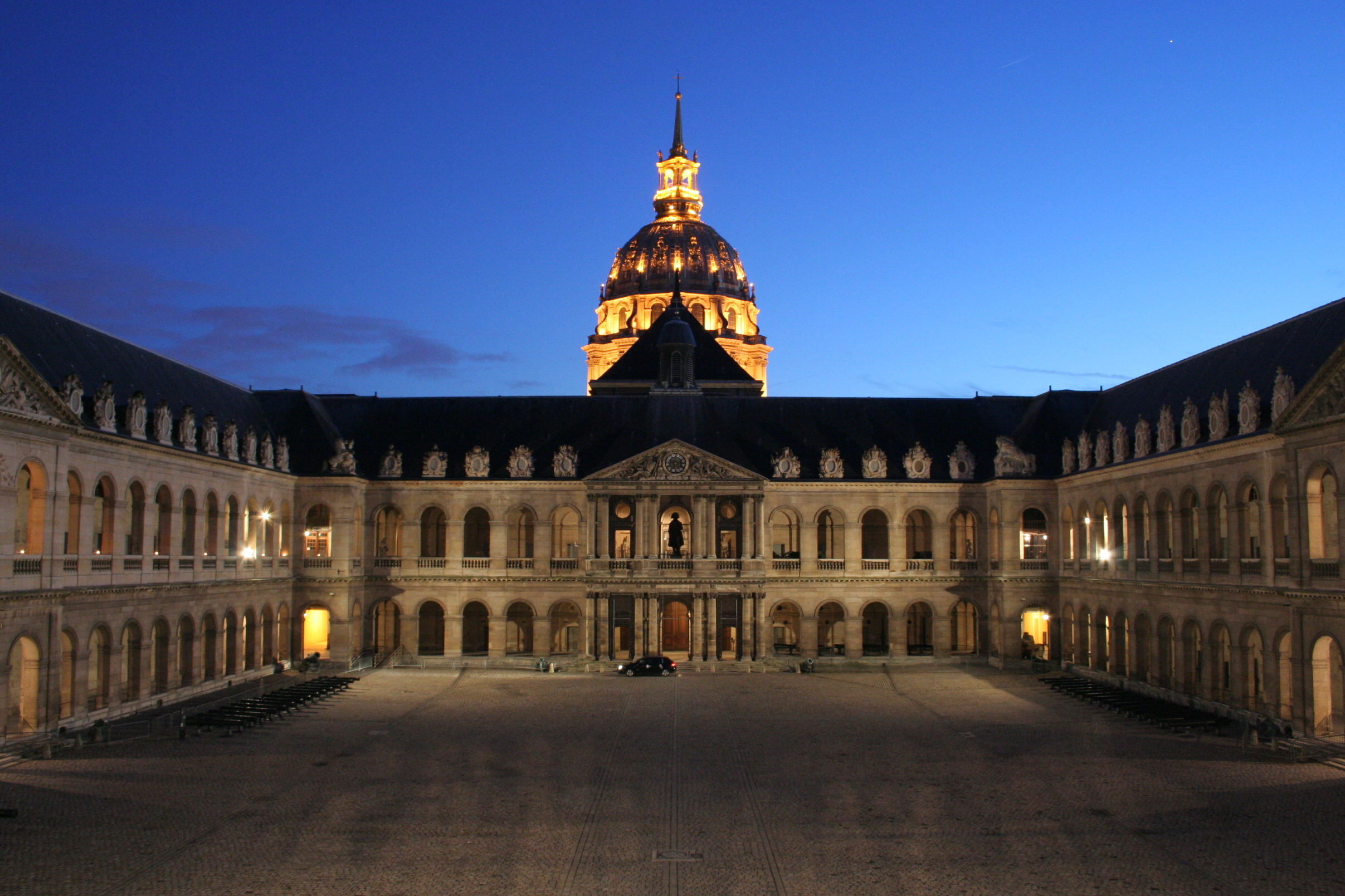
A Cour d’honneur esti megvilágításban

Az Invalidusok házának (Hôtel des Invalides) megnyitásától napjainkig az intézmény vezetése egy kormányzó feladata. A hadirokkantakkal és veterán katonákkal foglalkozó intézmény vezetőjének feladatai és felelősségei az évek során többször is változtak. Működésének jogi hátterét az 1961. február 25-én elfogadott 61-207. számú rendelet biztosítja.
- Az 5 évig betöltendő funkcióra a köztársasági elnök jelöl ki egy tábornokot.
- Az Invalidusok kormányzója tagja az Invalidusok Nemzeti Intézménye (Institution nationale des Invalides) igazgatótanácsának, melyben működése alatt alelnöki funkciót tölt be.[1]
- Az Invalidusok kormányzója az Invalidusok házában működő hadimúzeum, a Musée de l'Armée igazgatótanácsának tagja.
- Az ő hatásköre az intézmény területén[2] zajló különböző rendezvények és szertartások engedélyezése.
- Hivatala és lakhelye az Invalidusok házában van.
- Amennyiben mandátuma ideje alatt hal meg, a kormányzók kriptájában temetik el.

A jelenlegi kormányzó Bertrand Ract-Madoux tábornok, aki Bruno Cuche tábornokot váltotta a tisztségben.

## Az Invalidusok házának kormányzati formái
Alapítása óta több alkalommal is megváltozott az intézmény kormányzati formája:
- 1670 és 1792 között kormányzók;
- 1793 és 1796 között egy igazgatótanács (conseil général d'administration);
- 1796 és 1803 között parancsnokok (commandants);
- 1803 és 1871 között kormányzók;
- 1871 és 1941 között parancsnokok;
- 1941 óta kormányzók

vezették az Invalidusokat.

## Kormányzók listája

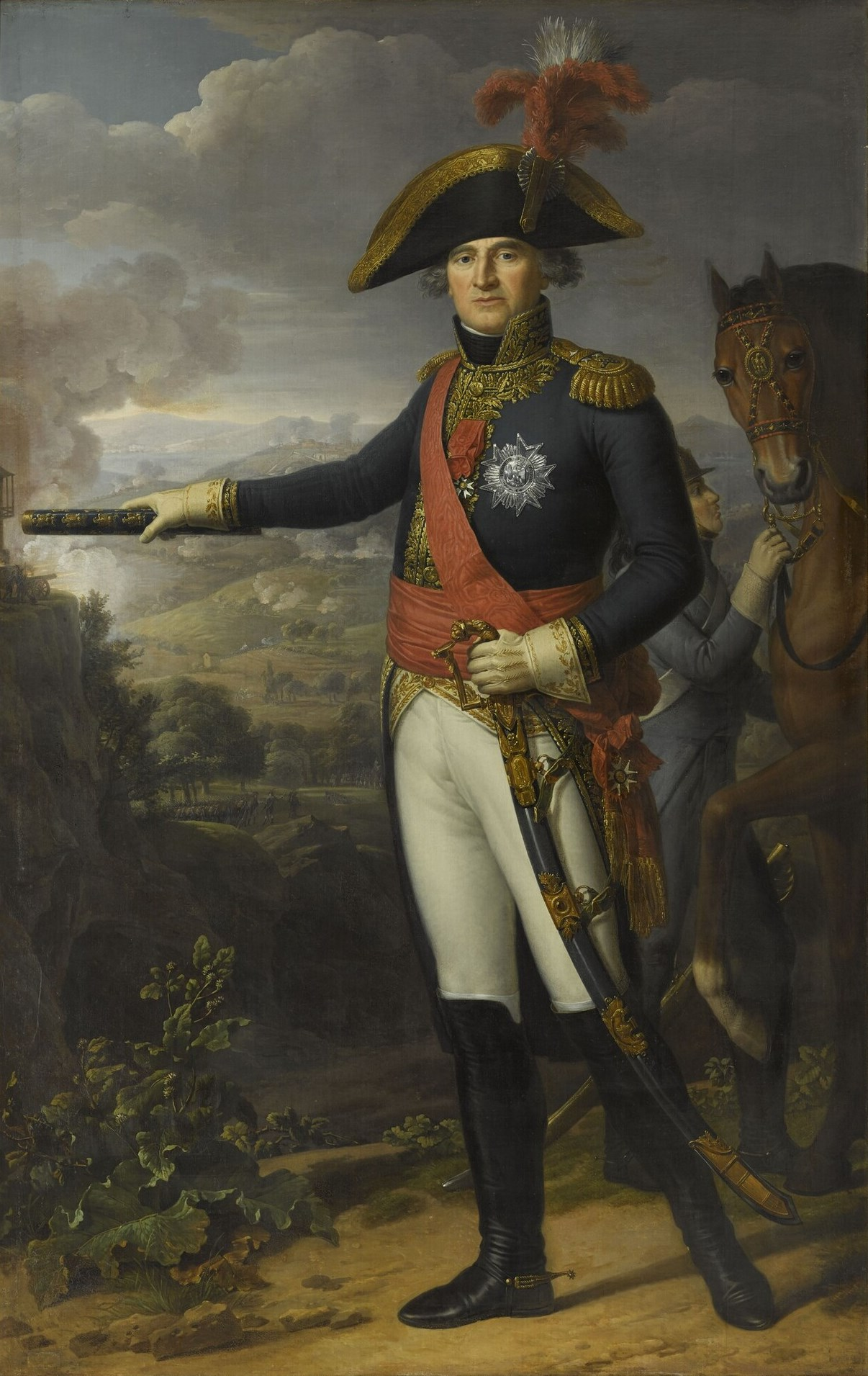
Sérurier marsall

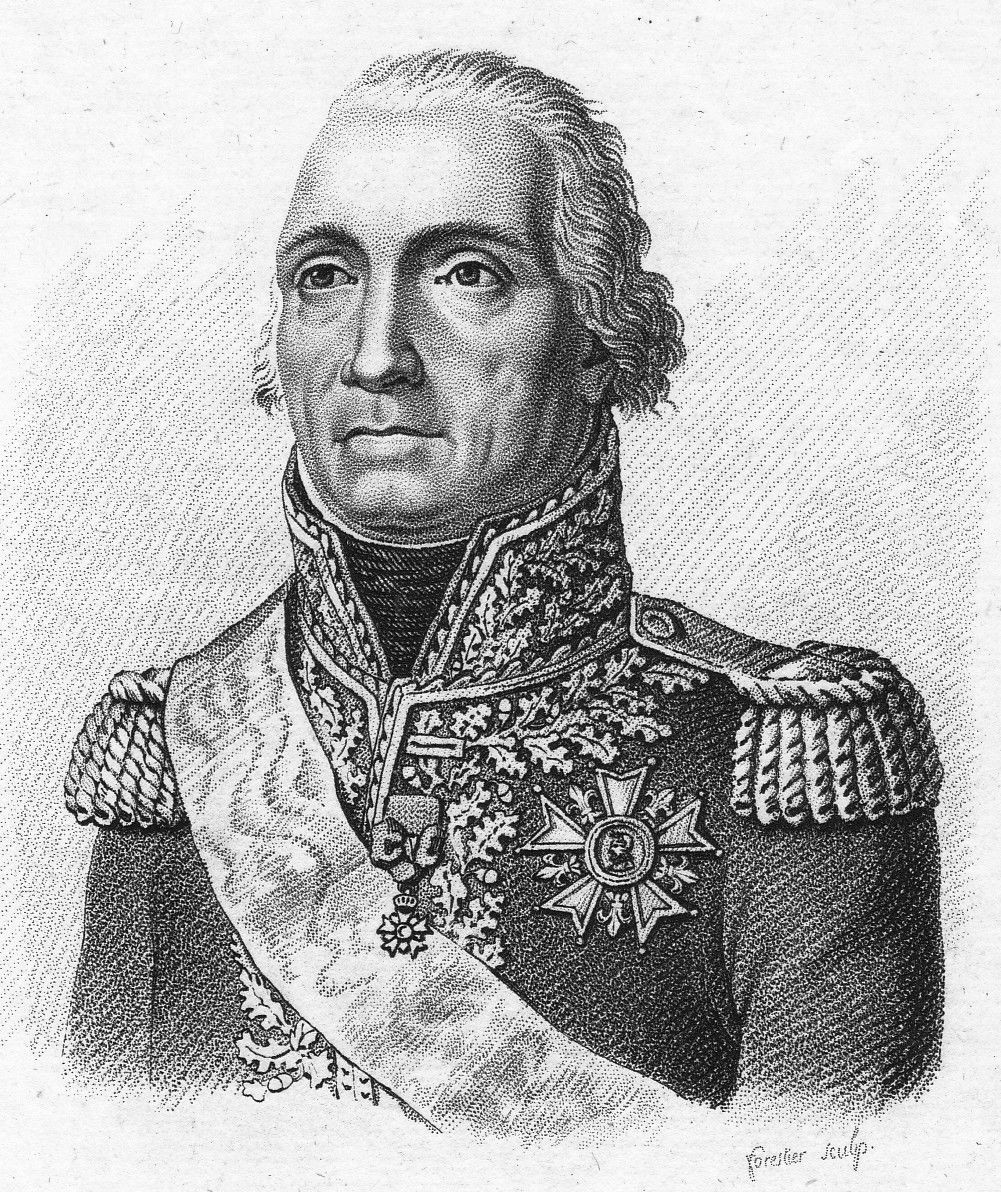
Moncey marsall

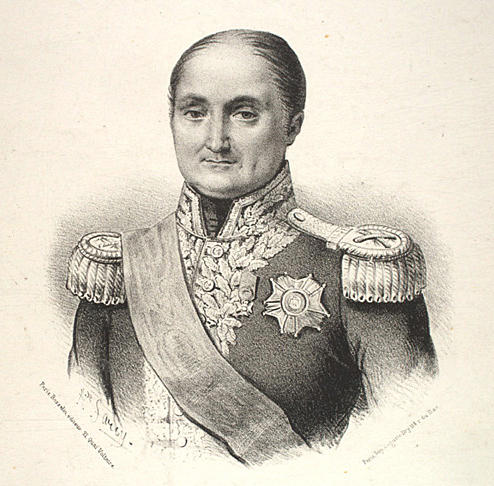
Jérôme Bonaparte

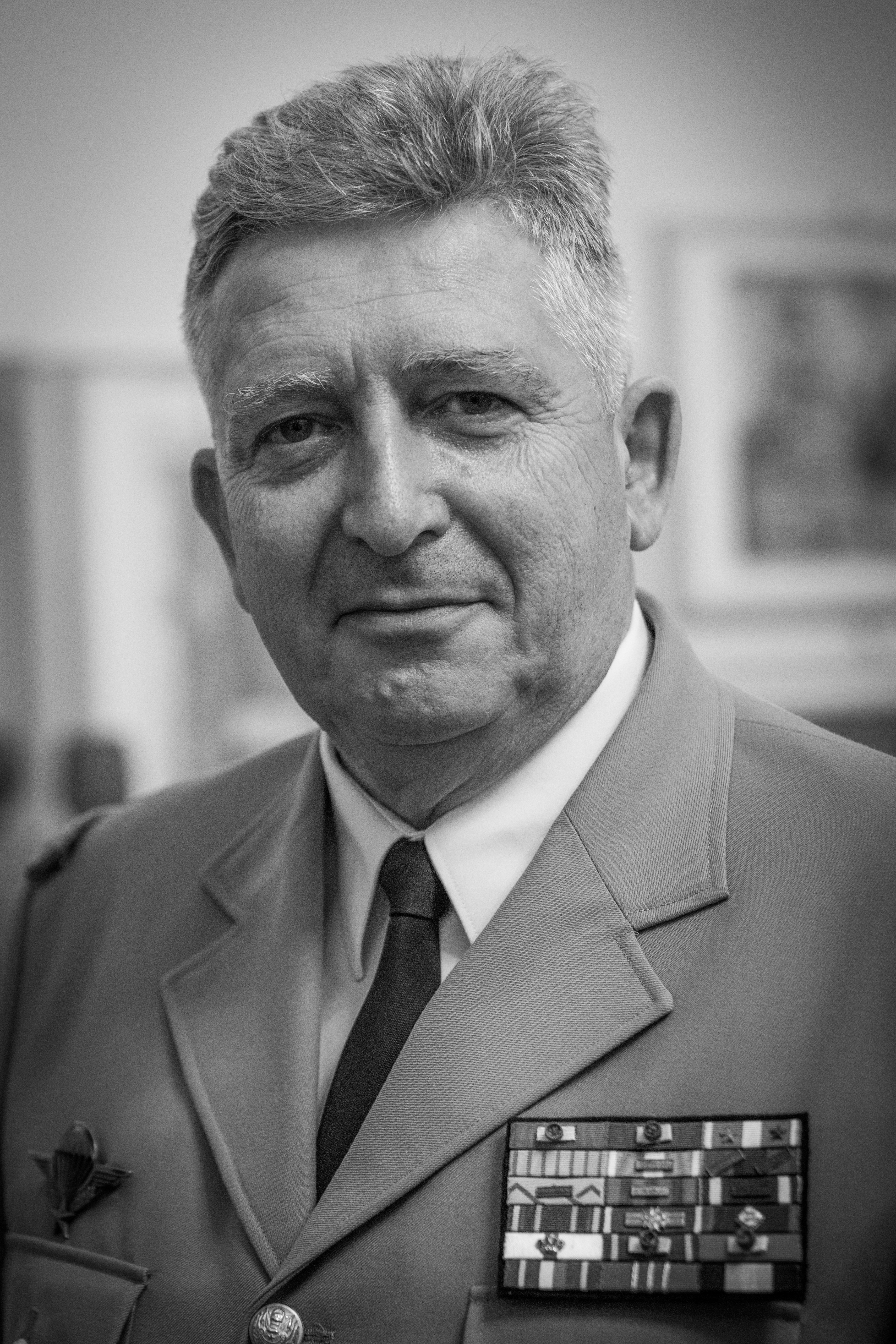
Bertrand Ract-Madoux tábornok, az intézet jelenlegi kormányzója

- 1670-1678 : François Lemaçon d’Ormoy (?-1677)
- 1678-1696 : Chevalier André Blanchard de Saint-Martin de Taley (1613-1696)
- 1696-1705 : Nicolas Desroches d’Orange (1626-1705)
- 1705-1728 : Alexandre de Boyveau tábornagy (1646-1727)
- 1728-1730 : Eugène de Beaulieu de Jauges
- 1730-1738 : Pierre de Vissec de Ganges (1652-1737)
- 1738-1742 : Joseph de Mornay de Saint-André (1670-1742)
- 1742-1753 : Jean-Marie Cornier de la Courneuve (1670-1753)
- 1753-1766 : François d’Azemard de Panat de la Serre tábornok (1695-1766)
- 1766-1783 : Jean Joseph Sahuguet d’Espagnac altábornagy (1713-1783)
- 1783-1786 : Charles Benoît de Guibert altábornagy (1715-1786)
- 1786-1792 : Charles François de Virot de Sombreuil (1727-1794)
- 1793-1796 : igazgatótanács
- 1796-1796 : Arnaud Baville tábornok (1757-1813), parancsnok
- 1796-1797 : Louis-Adrien Brice de Montigny tábornok , parancsnok
- 1797-1804 : Jean-François Berruyer tábornok (1738-1804), parancsnok, majd kormányzóvá kinevezve 1803. augusztus 28-án
- 1804-1815 : Jean Mathieu Philibert Sérurier marsall (1742-1819)
- 1816-1821 : François-Henri de Franquetot de Coigny marsall (1737-1821)
- 1821-1822 : Louis-Antoine de Lignaud de Lussac  marsall (1755-1832), ideiglenes kormányzó 1821. május 19. és 1822. január 1. között
- 1822-1830 : Victor de Fay de La Tour-Maubourg tábornok (1768-1850)
- 1830-1833 : Jean-Baptiste Jourdan marsall (1762-1833).
- 1833-1842 : Bon-Adrien Jeannot de Moncey marsall, Cornegliano hercege (1754-1842)
- 1842-1847 : Nicolas Charles Oudinot marsall, Reggio hercege (1767-1847)
- 1847-1848 : Gabriel Jean Joseph Molitor marsall (1770-1849)
- 1848-1852 : Jérôme Bonaparte (1784-1860)
- 1852-1853 : Jean-Toussaint Arrighi de Casanova tábornok (1778-1853)
- 1853-1863 : Philippe Antoine d’Ornano marsall (1784-1863)
- 1863-1870 : Anatole Charles Alexis Becelair, marquis de La Wœstine tábornok (1786-1870), sénateur du Second Empire ;
- 1870-1871 : Edmond-Charles de Martimprey tábornok[3] (1808-1883), a Második Császárság szenátora
- 1871-1891 : Louis Sumpt tábornok (1816-1891), parancsnok
- 1891-1902 : Paul-Édouard Arnoux tábornok (1822-1902), parancsnok
- 1902-1919 : Gustave Léon Niox tábornok (1840-1921), parancsnok
- 1919-1923 : Gabriel Malleterre tábornok (1858-1923), parancsnok
- 1924-1944 : Augustin Eugène Mariaux tábornok (1864-1944), parancsnok majd 1941-től kormányzó
- 1944-1944 : Marie-Joseph Pinon tábornok (1888-1947)
- 1944-1951 : Antoine Rodes tábornok (1870-1951)
- 1951-1960 : Jean Houdémon tábornok (1885-1960)
- 1961-1962 : André Kientz tábornok[4] (1896-1962), hivatali ideje alatt hunyt el.
- 1962-1964 : Raoul Magrin-Vernerey tábornok[5] (1892-1964), hivatali ideje alatt hunyt el.
- 1964. szeptember 1.-1973. március 30.: Jacques de Grancey tábornok[6] (1893-1973), hivatali ideje alatt hunyt el.
- 1973. július 15.-1991. július 14.: Gabriel de Galbert tábornok[7] (1912-2001)
- 1991. július 15.-1996. december 31.: Maurice Schmitt tábornok[8] (1930)
- 1997. január 1.-2002. június 30.: Bertrand Guillaume de Sauville de La Presle tábornok[9] (1937)
- 2002. július 1.-2009. június 30.: Hervé Gobilliard tábornok[10]
- 2009. július 1.-2014. augusztus 31.: Bruno Cuche tábornok[11](1947)
- 2014. szeptember 19.- :Bertrand Ract-Madoux tábornok[12] (1953)